# 브라질 땅콩 효과

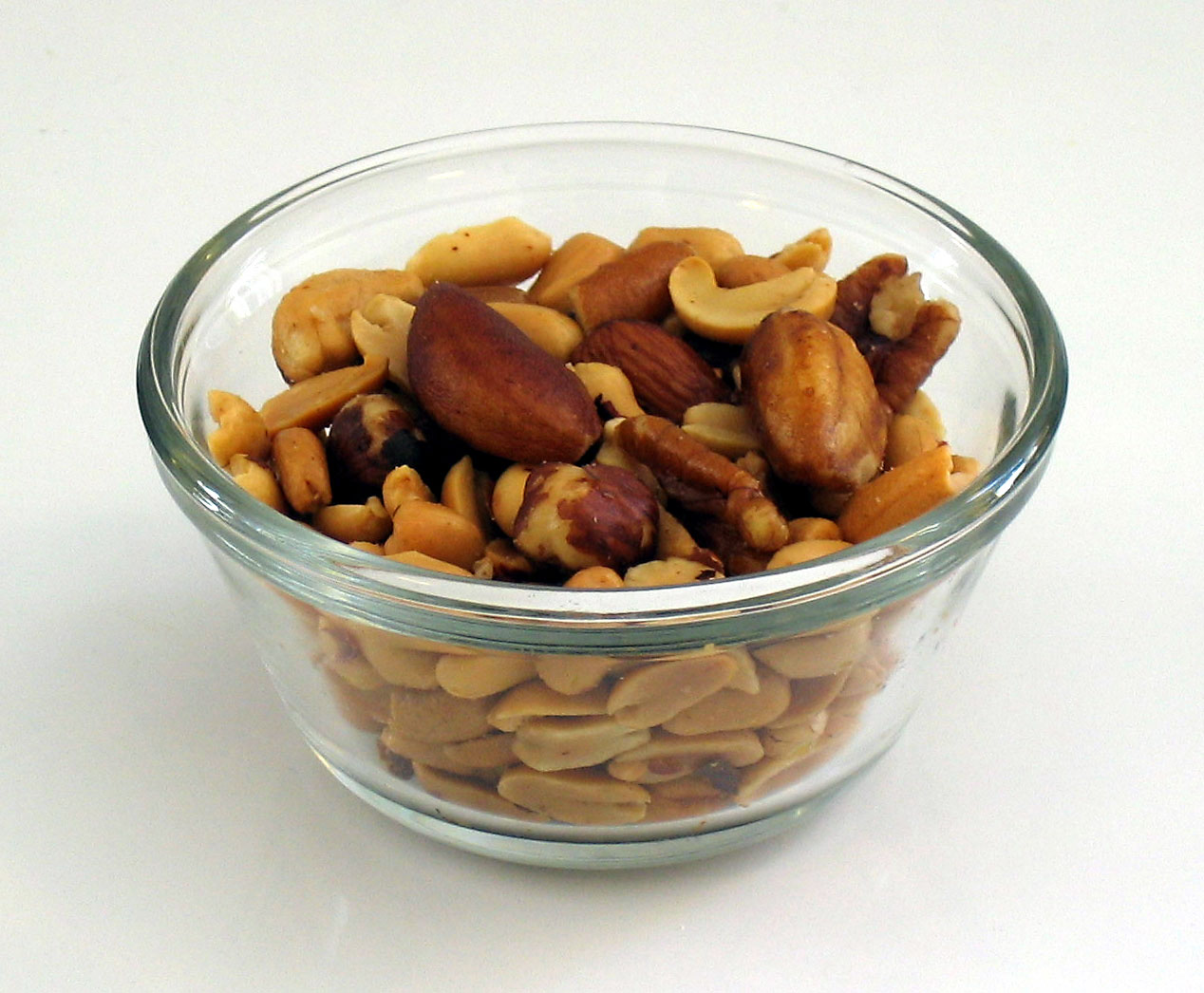
다른 견과류보다 위로 올라온 브라질너트

브라질 땅콩 효과(영어: Brazil nut effect, granular convection, muesli effect) 또는 브라질너트 효과는 다양한 크기의 고체물질이 섞인 혼합물을 흔들면 고체 덩어리가 움직일 때 가운데 부분에서는 위로 올라오고 가장자리 부분에서는 아래로 내려가는 것을 의미한다. 이 과정에서 입자가 큰 것들은 위로 올라오지만, 가장자리 부분에서 입자는 큰 것들은 다시 내려가지 못하기 때문에 결국 입자가 큰 것이 위에 남는 것이다. 또 다른 연구에 의하면 브라질 땅콩 효과에는 작은 알갱이가 큰 알갱이 사이의 틈으로 빠져나가는 것도 원인이라고 알려져 있다.
브라질 땅콩 효과와 나타나는 예로는 제약 회사에서 잘 섞어 만든 가루약을 자동차로 장시간 운반하면 크기별로 층이 나누어지는 현상이 생긴다 이러한 문제를 해결하기 위해 제조 회사들은 장거리 운반 후에 다시 골고루 섞는 작업을 해야 한다. 시멘트, 모래, 자갈, 물 등을 필요한 비율에 따라 미리 혼합하여 운반할 때 사용되는 레미콘 또한 브라질너트 효과 때문에 사용하는 것이다.

## 참고 문서
- 복잡계
- 자기조직화 임계성(영어판)